# André Bastelica
Pour les articles homonymes, voir Bastelica (homonymie).
André Bastelica (Bastia, 14 décembre 1845 – Marseille, 5 septembre 1884), a été membre de la Première Internationale et directeur des Contributions indirectes sous la Commune de Paris.
Journaliste de talent, il écrit dans de très nombreux journaux : L'Égalité de Genève, L'Internationale de Bruxelles, La Marseillaise de Paris, L'Égalité et Le Peuple de Marseille, et dans des revues littéraires.

## Biographie
Fils de marin, c’est très jeune qu’il vient habiter à Marseille où il devient ouvrier typographe.
En 1864, il s’initie à la question sociale par la lecture de textes de Pierre Leroux et de Proudhon. Il se prononce alors pour un socialisme libertaire. Il adhère à l’Association internationale des travailleurs (Première Internationale) en 1867 à un moment où la section marseillaise est en forte croissance (en l'espace d'un an, elle passe de quelques dizaines d’adhérents à 400 environ). Fin 1868, il prend la direction de la section. Celle-ci rencontre des succès appréciables, notamment l’adhésion de nombreuses corporations de métier, les vanniers, les chaisiers et les marins, et une vingtaine de chambres syndicales se constitue.
L’activité de Bastelica couvre alors tout le littoral méditerranéen entre l’Hérault et les Basses-Alpes et permet l'adhésion de nombreuses sociétés ouvrières à l'Internationale. Il manifeste de bonnes qualités d’écriture mais surtout un  réel talent d’orateur. En février 1870, 27 corporations différentes sont organisées au sein d’une chambre fédérale. Les adhérents atteignent bientôt le nombre de 4500.
Poursuivi en mai 1870 pour son appartenance à l’Internationale, il trouve refuge en Espagne. Il participe au premier congrès de la Fédération régionale espagnole de l’AIT qui se tient à Barcelone en juin 1870.
Après la chute du Second Empire, il retourne à Marseille. La fédération marseillaise de l’AIT comptait alors de 4 000 à 5 000 adhérents. Le 9 septembre 1870, devant 2 000 personnes, il réclame l’organisation d’un gouvernement du Midi et la levée en masse contre les armées prussiennes : ce sera la Ligue du Midi, présidée par Alphonse Esquiros, à laquelle adhère la fédération marseillaise. Le 17 septembre, Bastelica est à Lyon aux côtés de Bakounine au moment de la création du Comité central du Salut de la France. Il est présent également Place des Terreaux et à l’hôtel de ville, le 28 septembre, au moment de la tentative insurrectionnelle lyonnaise. Un moment arrêté, il peut toutefois regagner Marseille où il cache Bakounine et lui permet de s’enfuir vers Gênes.
Le 1er novembre 1870, Bastelica participe de façon assez distanciée à la Commune révolutionnaire de Marseille (par peur des responsabilités, écrira de lui Charles Alerini).
Il séjourne à Paris au début du mois de mars 1871. La Commune de Paris le nomme directeur des Contributions indirectes.Défenseur du fort d'Issy, il ne peut malgré tous ses efforts le garder à la Commune et demande à paraître en jugement. Si Rigaud le fait emprisonner peu de temps, il est de nouveau présent sur les barricades lors de la Semaine Sanglante.
Grièvement blessé, il parvient à échapper à la répression versaillaise et se réfugie à Londres où il est nommé au Conseil général de l’Internationale. Il participe en tant que délégué à la Conférence internationale qui se tient à Londres du 17 au 23 septembre 1871, en remplacement du congrès de l’Internationale annulé en raison de la guerre franco-prussienne. Anselmo Lorenzo dit de lui, dans El proletariado militante, qu'il s'est comporté de façon fort peu courageuse face aux attaques menées par les marxistes contre les bakouninistes.
En octobre 1871, il gagne Neuchâtel et travaille dans l’imprimerie de James Guillaume.
En février 1872, les marxistes l’accusent de faire cause commune avec Albert Richard et Gaspard Blanc, passés au bonapartisme. Sur le moment, d’après James Guillaume, ces accusations ne sont pas exactes mais Bastelica, désorienté par les querelles au sein de l’Internationale, va commencer une évolution politique qui le conduira à rejoindre lui aussi les rangs bonapartistes, dans l’été 1873.
Il est gracié le 24 mai 1879 et peut regagner Marseille. Il meurt subitement le 5 septembre 1884.

## Publications
- Le suffrage universel et la Révolution : avertissement aux travailleurs (électeurs) de Marseille, Imprimerie de F. Canquoin (Marseille), 1868, [lire en ligne].

## Sources
- Notices d'autorité :   - VIAF
  - ISNI
  - BnF (données)
.
- Jean Maitron (dir.), Dictionnaire biographique du mouvement ouvrier français, volume 4 (1967), pages 205-208, notice Bastelica André.
- (es) Anselmo Lorenzo, El proletariado militante, Ediciones Vertice, Mexico (s.d.).
- James Guillaume, L'Internationale. Documents et souvenirs, 2 volumes, Éditions Gérard Lebovici, 1985.
- Dictionnaire des anarchistes, « Le Maitron » : notice biographique.
- L'Éphéméride anarchiste : notice biographique.
- Encyclopédie de la Troisième République : notice biographique.